# 西伯利亚航空

西伯利亞航空於2005年至2015年所採用的標誌

西伯利亞航空（俄語：Авиакомпания «Сибирь»），通稱S7航空，是一間俄羅斯航空公司，總部位於俄羅斯新西伯利亞州鄂畢。西伯利亞航空現時是俄羅斯發展最快的航空公司，2008年起成為當地主要的國內線航空公司。

## 歷史
2005年，西伯利亞航空命名為「S7航空」（S7 Airlines）。
2009年5月26日，西伯利亞航空宣佈將於2010年加入寰宇一家，並於2010年11月15日正式加盟，成為俄羅斯繼俄羅斯航空之後第二家加入航空聯盟的航空公司。
2022年，因應俄羅斯入侵烏克蘭，寰宇一家開除西伯利亞航空的盟籍。
2024年，西伯利亞航空由於無法獲得客機的發動機零件，故不得不在一月份停飛。

## 航點與代碼共享
西伯利亞航空主要營運往俄羅斯及獨聯體的航班，亦有往奧地利、捷克、保加利亞、中國大陆、香港、越南、日本、台灣、埃及、德國、愛爾蘭、以色列、黑山、韓國、西班牙、泰國、土耳其及阿聯酋的國際航班。西伯利亞航空擁有俄羅斯第二大的國內線網絡。

### 代碼共享
西伯利亞航空與以下航空公司實行代碼共享：
寰宇一家成員
- 英國航空
- 國泰航空
- 西班牙國家航空
- 日本航空
- 卡塔爾航空
- 摩洛哥皇家航空
- 皇家約旦航空

其他航空公司
- 愛琴海航空（星空聯盟）
- 阿塞拜疆航空
- 阿斯塔納航空
- 摩爾多瓦航空
- 韓亞航空（星空聯盟）
- 白俄羅斯航空
- 塞浦路斯航空
- 以色列航空
- 阿聯酋航空
- 阿提哈德航空
- 海南航空
- 黑山航空
- NordStar（英语：NordStar）
- 新加坡航空（星空聯盟）
- TAP葡萄牙航空（星空聯盟）
- 烏茲別克斯坦航空
- Yamal Airlines（英语：Yamal Airlines）

## 機隊
截至2019年6月，西伯利亞航空的機隊如下：

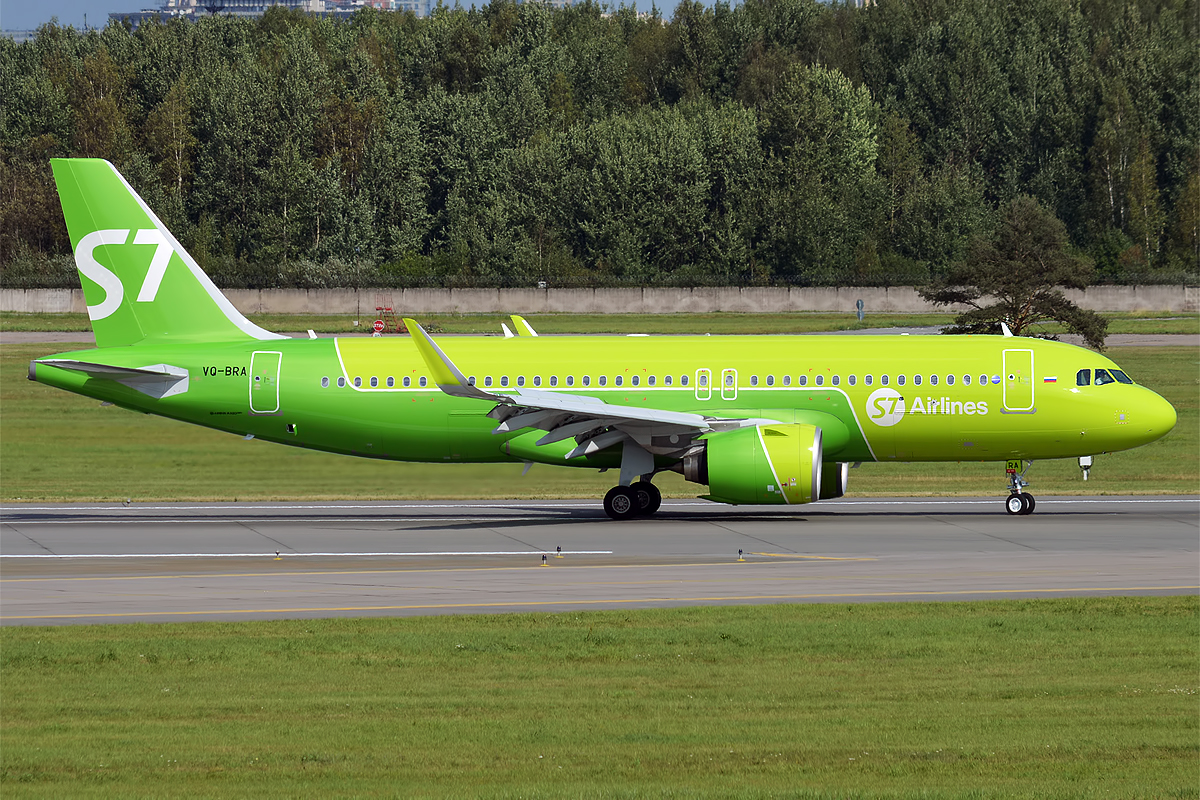
空中巴士A320neo

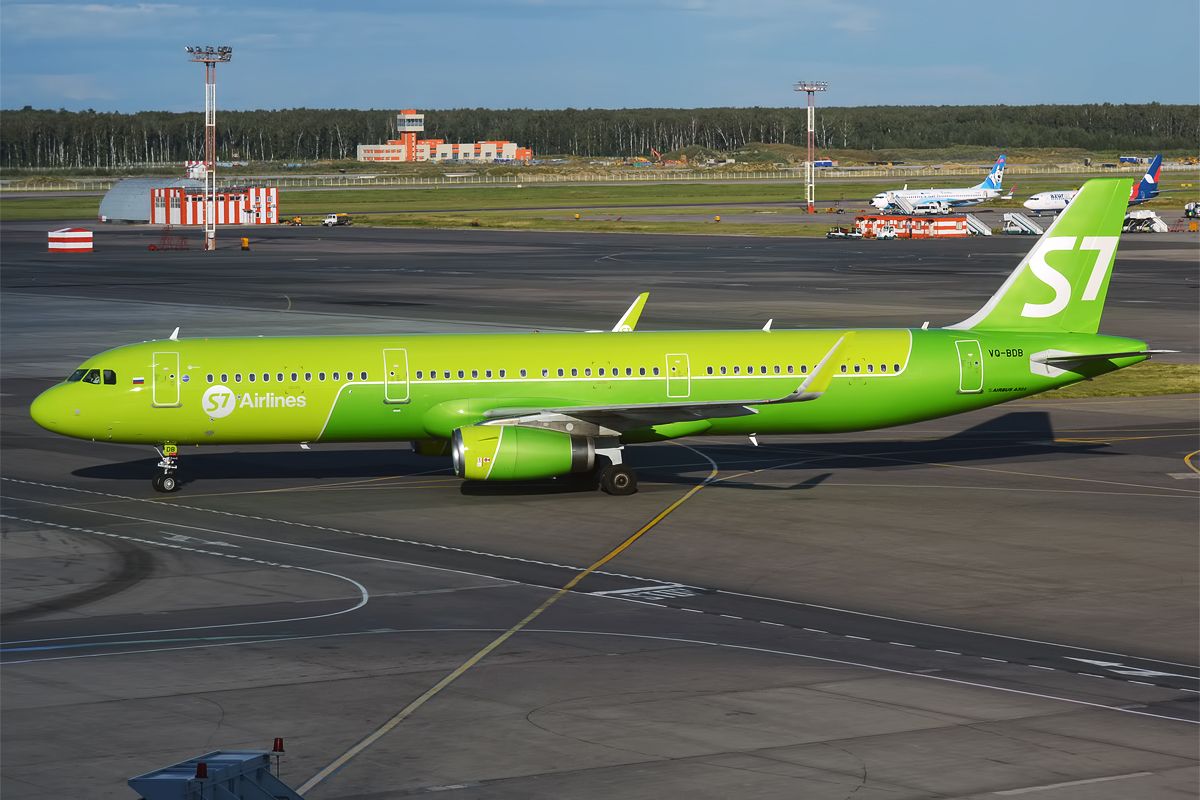
空中巴士A321

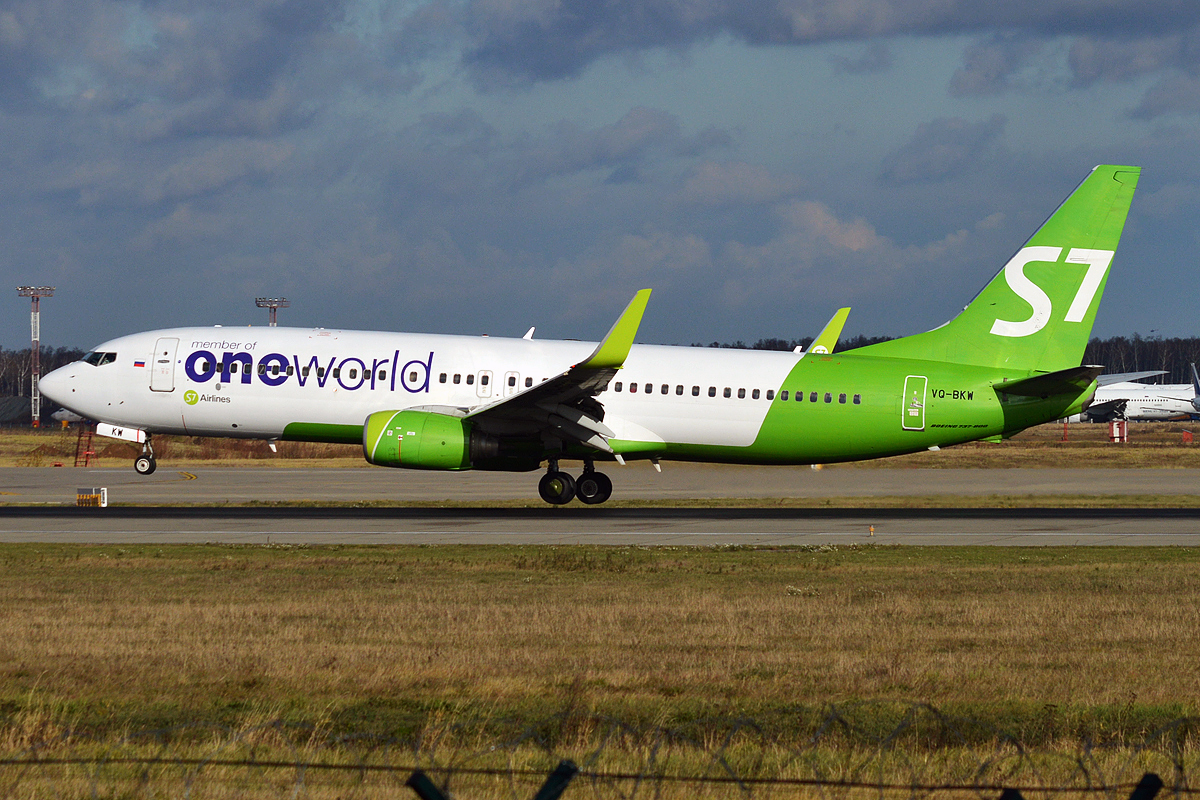
披上寰宇一家塗裝的一架波音737-800

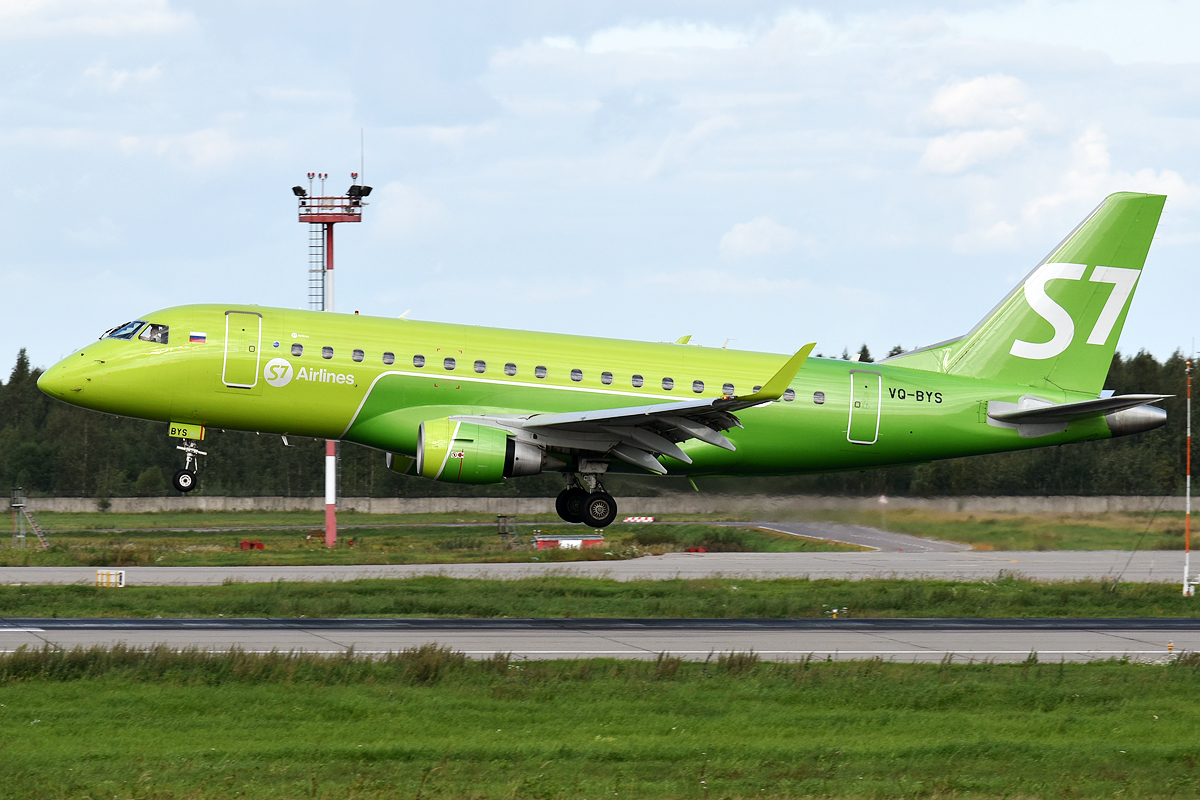
E170

在2017年11月，西伯利亞航空的平均機齡是10.0年。

## 事故
- 2001年10月14日，西伯利亞航空1812號班機一架圖-154M（注冊號RA-85693）在黑海上空被烏克蘭軍隊導彈擊落，機上78人全部遇難。
- 2004年8月24日，西伯利亞航空1047號班機一架圖-154B2（注冊號RA-85556）在羅斯托夫州上空被炸彈炸毀，機上46人全部遇難
- 2006年7月9日，西伯利亞航空778號班機一架空中巴士A310-324（注冊號F-OGYP）在伊爾庫茨克機場降落時衝出跑道墜毀，並爆炸起火，機上204人中有124人遇難。
- 2021年10月13日, 西伯利亞航空8817號班機一架波音737-8AS貨機（注冊號VP-BEN）在世界標準時間 1610 降落香港國際機場後，疑錯誤偏離跑道剷入草坪，事件中無人受傷。[6]

## 外部連結
- 官方網站（俄文）（英文）（简体中文）（德文）（西班牙文）（意大利文）